# Премія Нансена
Премія Нансена (раніше Медаль Нансена) — щорічна правозахисна премія Управління Верховного комісара ООН у справах біженців.
Премію присуджують за заслуги в галузі захисту прав біженців. Її названо на честь норвезького полярного дослідника, відомого діяча в галузі захисту прав біженців, Верховного комісара Ліги Націй з питань біженців, лауреата Нобелівської премії миру Фрітьофа Нансена.
Премія була заснована в 1954 році. Також був створений Комітет Нансена, який став займатися відбором кандидатів. Вперше Премію Нансена вручили 1955 року. З 1979 лауреатам так само стала вручатися грошова премія, яка надалі досягла $100 000.

## Номінація
Комітет премії Нансена проводить відбір кандидатів, які, згідно з правилами з присудження премії, мають бути відомі своїми справами на благо біженців.
Пропозиція про кандидатів на здобуття премії може бути особисто направлена до Комітету премії. Пропозиція повинна включати короткий опис досягнень, які має кандидат, його професійні дані, а також рекомендації трьох осіб, знайомих з роботою кандидата, але не є його родичами.

## Вручення
Присудження премії відбувається щорічно. Зазвичай церемонію проводять у женевському Палаці націй. Починаючи з 2001 року, церемонію нагородження проводять 20 червня у Всесвітній день біженців.

## Перелік лауреатів
- 1954: Елеонора Рузвельт (США)

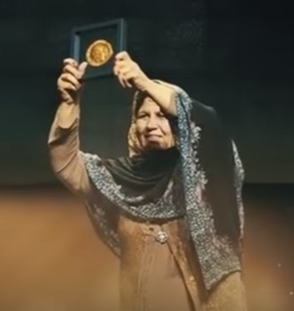
Проф. Акіла Асіфі — лауреат 2015 року

- 1955: Юліана (королева Нідерландів)
- 1956: Дороті Д. Хотон (Сполучені Штати) і Герріт Ян ван Хевен Гедхарт (посмертно) (Нідерланди)
- 1957: Товариство Червоного Хреста
- 1958: Девід Хоггетт (Велика Британія) і П'єр Якобсен (посмертно) (Франція)
- 1959: Оскар Гельмер (Австрія)
- 1960: Кристофер Чатавей, Колін Джонс, Тревор Філпотт і Тимофій Резон (Велика Британія)
- 1961: Олав V (Норвегія)
- 1962: Тасман Хейес (Австралія)
- 1963: Міжнародна рада добровільних агентств
- 1964: Енн Керуен Май Кервен (Велика Британія), Франсуа Презиозі (посмертно) (Італія) і Жан Пліке (посмертно) (Франція)
- 1965: Люсі Шевалле (Франція), Ана Роза Шліпера де Мартінес Герреро (посмертно) (Аргентина)
- 1966: Йорген Нерредам (посмертно) (Данія)
- 1967: Принц Бернхард (Нідерланди)
- 1968: Бернард Аркенс (Сенегал) і Чарльз Х. Джордж (посмертно) (США)
- 1969: Принцеса Принцпех Шах (Непал)
- 1971: Луїза У. Холборн (США)
- 1972: Свана Федрикшдоттір (Ісландія)
- 1974: Гельмут Френц (Чилі)
- 1975: Джеймс Дж. Норріс (США)
- 1976: Олав Ходне (Норвегія) та Марі-Луїза Бертшингер (посмертно) (Швейцарія)
- 1977: Малайзійське Товариство червоного півмісяця (Малайзія)
- 1978: Серетсе Хама (Ботсвана)
- 1979: Валері Жискар д'Естайн (Франція)
- 1980: Мерілюс Шлетер Паредес (Венесуела)
- 1981: Пол Каллен (генерал) (Австралія)
- 1982: Принцеса Норвегії Соня (Норвегія)
- 1983: Мваліму Юліус Камагурт Ньерере (Танзанія)
- 1984: Льюїс М. Хіллер, Джефф Кальс і Грегг Турай (США)
- 1985: Пауло Еварісто Арнс (Бразилія)
- 1986: «Народ Канади» (прийнятий Генерал-губернатором Канади) Жанна Сові від імені Єлизавета II, королеви Канади)
- 1987: Хуан Карлос I (Іспанія)
- 1988: Сейд Мунір Хусейн (Пакистан)
- 1989: Дайсаку Ікеда (Японія)
- 1991: Пол Вейс (посмертно) (Австрія) і Лібертіна Апполус Аматіла (Намібія)
- 1992: Ріхард фон Вайзсекер (Німеччина)
- 1993: Лікарі без кордонів
- 1995: Грасіа Машель (Мозамбік)
- 1996: Handicap International
- 1997: Йоаннес Клас (США)
- 1998: Мустафа Абдулцемил Кірімогли (Україна)
- 2000: Ельєна Сіладжідіч (Боснія і Герцеговина), Абуне Паулос (Ефіопія, Лао Мун Хей (Камбоджа, Мігель Ангел Естрелла (Аргентина) та волонтери Організації Об'єднаних Націй
- 2001: Лучано Паваротті (Італія)
- 2002: Арне Риннан (Норвегія), екіпаж М. В. Тампа і Валленіус Вільгельмсен АСА
- 2003: Анналена Тонеллі, (Італія)
- 2004: Меморіал правозахисний центр (Росія)
- 2005: Маргарита Баранціце (Бурунді)
- 2006: Акіо Канай (Японія)
- 2007: Катрин Камілері (Мальта)
- 2008: Крис Кларк (Велика Британія і ліванський та міжнародний персонал Організації Об'єднаних Націй проведення знешкодження мін на півдні Лівану.
- 2009: Едвард Кеннеді (США)
- 2010: Аліхандра Фаззіна (Велика Британія)
- 2011: Товариство гуманітарної солідарності (Ємен)
- 2012: Хава Аден Мохамед (Сомалі) за роботу з освітнім центром у справах миру та розвитку в Галкайо[1]
- 2013: Ангеліка Намаіка (Демократична Республіка Конго)[2]
- 2014: Метелики з новими крилами будують майбутнє (Метелики) (Red Mariposas de Alas Nuevas Construyendo Futuro) — Колумбійська мережа захисту прав жінок, яка працює на допомогу жертвам примусового переміщення та сексуального насильства
- 2015: Акіла Асіфі (Пакистан) — біженець з Афганістану, який допомагає дівчатам-біженцям отримати освіту
- 2016: Волонтери Грецької рятувальної команди,[3] та Ефі Латсауді з PIKPA Village за невтомні добровільні зусилля, спрямовані на допомогу біженцям, які прибули до Греції під час Європейської кризи біженців.[4]